# Alessandria
Alessandria este un oraș din Provincia Alessandria, regiunea Piemont, Italia.

## Demografie
Alessandria - evoluția demografică

020.00040.00060.00080.000100.000120.00018611901193119611991populațiePopulația istorică din Alessandria
Date: Recensăminte sau birourile de statistică - grafică realizată de Wikipedia

## Clima
| Date climatice pentru Alessandria | Date climatice pentru Alessandria | Date climatice pentru Alessandria | Date climatice pentru Alessandria | Date climatice pentru Alessandria | Date climatice pentru Alessandria | Date climatice pentru Alessandria | Date climatice pentru Alessandria | Date climatice pentru Alessandria | Date climatice pentru Alessandria | Date climatice pentru Alessandria | Date climatice pentru Alessandria | Date climatice pentru Alessandria | Date climatice pentru Alessandria |
| Luna                              | Ian                               | Feb                               | Mar                               | Apr                               | Mai                               | Iun                               | Iul                               | Aug                               | Sep                               | Oct                               | Nov                               | Dec                               | Anual                             |
| --------------------------------- | --------------------------------- | --------------------------------- | --------------------------------- | --------------------------------- | --------------------------------- | --------------------------------- | --------------------------------- | --------------------------------- | --------------------------------- | --------------------------------- | --------------------------------- | --------------------------------- | --------------------------------- |
| Maxima medie °C (°F)              | 3,2 (37.8)                        | 6,6 (43.9)                        | 12,6 (54.6)                       | 17,7 (63.8)                       | 22,4 (72.3)                       | 26,7 (80.1)                       | 29,5 (85.1)                       | 28,6 (83.5)                       | 24,1 (75.4)                       | 16,9 (62.5)                       | 9,4 (48.9)                        | 4,4 (40.0)                        | 16,8 (62,3)                       |
| Minima medie °C (°F)              | −2.4 (27.7)                       | −0.6 (31.0)                       | 3,7 (38.6)                        | 8 (46.4)                          | 12,4 (54.3)                       | 16,2 (61.1)                       | 18,5 (65.3)                       | 17,9 (64.2)                       | 14,5 (58.1)                       | 9,3 (48.7)                        | 3,9 (39.1)                        | −0.4 (31.3)                       | 8,4 (47,1)                        |
| Precipitații mm (inches)          | 38 (1.5)                          | 37.1 (1.46)                       | 54.1 (2.13)                       | 64 (2.52)                         | 59.9 (2.36)                       | 47 (1.85)                         | 32 (1.26)                         | 36.1 (1.42)                       | 42.9 (1.69)                       | 74.2 (2.92)                       | 72.1 (2.84)                       | 46 (1.81)                         | 603,3 (23,75)                     |
| Sursă: Intellicast                |                                   |                                   |                                   |                                   |                                   |                                   |                                   |                                   |                                   |                                   |                                   |                                   |                                   |

## Personalități născute aici
- Mario Migliardi (1919 - 2000), compozitor, pianist.

## Orașe înfrățite
- Gafsa, Tunisia
- Argenteuil, Franța, din 1960
- Ierihon, Palestina, din 2004
- Hradec Králové, Republica Cehă, din 1961
- Karlovac, Croația, din 1963
- Rosario, Argentina, din 1988
- Alba Iulia, România, din 2008.